# Marín (Gerichtsbezirk)
Der Gerichtsbezirk Marín ist einer der 13 Gerichtsbezirke in der Provinz Pontevedra.
Der Bezirk umfasst 2 Gemeinden auf einer Fläche von 67,52 km² mit dem Hauptquartier in Marín.

## Gemeinden
| Gemeinde             | Einwohner (2024) | Fläche km² | Dichte Einw./km² | Cod INE | Postleitzahl |
| -------------------- | ---------------- | ---------- | ---------------- | ------- | ------------ |
| Bueu                 | 11.837           | 30,84      | 384              | 36004   | 36930        |
| Marín                | 24.154           | 36,68      | 659              | 36026   | 36900        |
| Gerichtsbezirk Marín | 35.991           | 67,52      | 533              | –       | –            |